# Spice Girls
De Spice Girls is een Britse meidengroep. Ze hadden van 1996 tot 2000 veel succes en worden beschouwd als de bestverkopende meidengroep aller tijden, door de verkoop van meer dan 45 miljoen albums en 30 miljoen singles. Daarnaast hebben ze de term girl power beroemd gemaakt. De groep bestond oorspronkelijk uit Victoria Adams, Emma Bunton, Melanie Chisholm, Melanie Brown en Geri Halliwell. In 1998 verliet Halliwell de Spice Girls om een solocarrière op te starten. In 2001 gaf de groep haar voorlopig laatste optreden, maar de overgebleven vier leden zijn nooit formeel uit elkaar gegaan. Eind 2007 gaf de groep, inclusief Halliwell, een reeks reünieconcerten, genaamd The Return of the Spice Girls. Op 12 augustus 2012 traden ze alle vijf nog eens samen op ter gelegenheid van de slotceremonie van de Olympische Spelen in Londen.

## Biografie

### 1994-1995: begin
De groep werd gevormd in 1994 toen Bob Herbert en zijn zoon Chris een advertentie in de krant The Stage plaatsten. Uit de aanmeldingen voor de advertentie werden vijf meiden uitgekozen: Geri Halliwell, Victoria Adams, Melanie Chisholm, Melanie Brown en Michelle Stephenson. Samen vormden ze de groep Touch. Stephenson zette zich echter niet volledig in voor de groep en verliet deze uiteindelijk om verder te gaan op school. Ze werd vervangen door Emma Bunton.
De vijf meiden werden samen in een huis gezet, zodat ze vrienden werden voordat het succes begon. De spanning in het huis nam echter al snel toe door het beloofde platencontract dat nooit meer leek te komen. Ondanks de constante repetities en bezoeken van een aantal platenbazen, hadden de meiden nog steeds geen contract. In januari 1995, liepen ze het huis uit zonder geld, met nog steeds de hoop op een platencontract.
Ze werden al snel aangenomen bij 19 Management van popgoeroe Simon Fuller en kregen uiteindelijk een contract bij Virgin Records.
In 1996 veranderden ze hun naam in Spice Girls. Ze werden toen al snel populair. Een belangrijke factor in het succes van de groep was het feit dat ieder groepslid een bepaalde groep van de fans aansprak. De vijf leden werden betiteld met "Ginger" (Halliwell), "Baby" (Bunton), "Scary" (Brown), "Posh" (Adams) en "Sporty" (Chisholm) Spice door een Brits muziektijdschrift. Hoewel ze niet door de band werden verzonnen, sloegen de bijnamen aan bij het publiek, en dus werden zowel de namen als de gesuggereerde karakters uitgebuit. Hun verschillende verschijningen en culturele achtergronden zorgden voor een brede belangstelling.
Een zorgvuldig gecreëerd imago, gecombineerd met erotische uitstraling en post-feministisch zelfvertrouwen (girl power genoemd) garandeerde een grote vrouwelijke fanbase.

### 1996-1997: Spice
Op 8 juli 1996 werd de eerste single van de Spice Girls in het Verenigd Koninkrijk uitgebracht: Wannabe. De single kreeg al snel veel airplay en kwam in Engeland binnen op nummer drie, waarna hij de volgende week naar nummer één steeg. Hij bleef daar zeven weken bovenaan staan, waardoor hij de bestverkopende single van het jaar werd. Binnen een jaar had het lied al in 37 landen de nummer-één-positie bereikt, waaronder Canada (vijf weken bovenaan de lijst), de Verenigde Staten (vier weken) en Australië (elf weken). Wannabe werd uiteindelijk twaalfde in de lijst van bestverkopende singles van de jaren 90. De Spice Girls werden een van de weinige Britse acts die in hun begintijd al doorbraken in Amerika.
Samen met tekstschrijvers Richard Stannard en Matt Rowe wisten de meiden nog vele andere hits te scoren, zoals het meer rustige Say You'll Be There, als opvolger van hun grootse debuut. Het kwam in Engeland binnen op nummer één en was wederom een wereldwijd succes, waaronder nummer drie in de Verenigde Staten. Het kwam achter Wannabe te staan in de lijst van bestverkopende singles van de jaren 90. Tegen de tijd dat Wannabe en Say You'll Be There waren uitgebracht in de VS, hadden de meiden al hun vierde single in Engeland uitgebracht. De derde single, een ballade over liefde, 2 Become 1, werd de eerste van drie opeenvolgende kersthits in Engeland. Het debuutalbum, Spice stond eind 1996 en begin 1997 vijftien weken bovenaan de albumlijst, en werd in Engeland, met 3 miljoen verkopen, tiende in de lijst van bestverkopende albums aller tijden. Toen het een jaar daarna werd uitgebracht in de VS, verkocht het meer dan 7 miljoen exemplaren. 2 Become 1 stond daar op nummer vier. De ballad stond ook in Canada op nummer één.
Begin 1997 werd Who Do You Think You Are/Mama het officiële jaarlijkse lied van de Cliniclowns. Er werden 672.577 exemplaren verkocht, waarvan veel liefdadigheidsinstanties profiteerden. Het stond in Engeland drie weken op de eerste plaats. Hiermee waren de Spice Girls de eerste act waarvan de eerste vier singles nummer één werden in de Engelse hitlijsten. De single werd niet in Noord-Amerika uitgebracht, omdat, volgens de Spice Girls, de Amerikaanse markt langzamer is dan die van andere landen, waardoor nummers langer populair blijven in Amerika. Toch werd de video van Who Do You Think You Are regelmatig gedraaid op de Amerikaanse MTV, MTV2 en het Canadese MuchMusic en MuchMoreMusic.

### 1997-1998: Spice World
In oktober 1997 werd Spice Up Your Life wereldwijd uitgebracht. Het werd gezien als de terugkeer van de Spice Girls, omdat het de eerste single van het tweede album was. De release van de single werd een week uitgesteld, zodat het meer kans had Elton Johns Candle in the Wind 1997 van de eerste plaats te stoten, wat ook lukte.
Spice Up Your Life was een internationale hit en stond bovenaan de Canadese en Spaanse hitlijsten. In hun moederland verscherpten ze hun eigen record, doordat ook hun vijfde single de eerste plaats behaalde. In de Billboard Hot 100 werd het niet zo'n groot succes (plaats achttien) als de drie voorgangers. Hoewel de single niet zo succesvol was als verwacht, liet hij wel een zekere ontwikkeling zien in de muziek van de meiden, waaronder een meer Latin/samba-uitstraling dan hun vorige nummers.
De tweede single van het album was een ballade, vergelijkbaar met 2 Become 1. Too Much stond ook op nummer één en werd daarmee de tweede kersthit in Engeland voor de meiden. Het was een redelijk succes in de VS (nummer acht) en kreeg daar veel airplay. Toch was ook deze single niet zo succesvol als de singles die van Spice afkomstig waren. In tegenstelling tot de vier voorgangers, wist Too Much niet de nummer-één-positie in Canada te bemachtigen, maar stond het in plaats daarvan op een onverwacht laag nummer negen.
Het tweede album van de Spice Girls, Spice World, werd op 4 november 1997 uitgebracht. Hoewel er binnen twee weken al 7 miljoen exemplaren van werden verkocht, bereikte het in de Billboard 200 slechts de derde plaats en was het niet zo succesvol als Spice. In Engeland stond het drie weken bovenaan de albumlijst, terwijl Spice het vijftien weken volhield. Hoewel ze nog steeds internationale supersterren waren, was Spice World niet de succesvolle opvolger die mensen hadden voorspeld. In de VS kreeg de groep kritiek omdat het album slechts 9 maanden na de release van de Amerikaanse persing van het album Spice werd uitgebracht. Toch zorgde het album voor een succes dat niemand verwacht had: hun eigen film, die werd in december 1997 uitgebracht. De film was vergelijkbaar met een aantal films van The Beatles; iets dat regisseur Bob Spiers (bekend van onder meer Fawlty Towers en Absolutely Fabulous) expres zo bedoeld had. De film werd in commercieel opzicht een succes. De film werd door critici echter neergehaald en de meiden wonnen ieder een Golden Raspberry Award voor hun bijdrage.
De meiden deden hun motto Girl Power eer aan en ontsloegen op 7 november 1997 hun manager Simon Fuller, waarmee ze lieten zien dat niets hen kon stoppen. Voor de buitenwereld leken nu voor het eerst problemen te ontstaan. Dit vooral omdat met Simon Fuller ook zijn advocaat wegging, die hiervoor met lichte druk en harde afspraken voor een positieve pers in Engeland had gezorgd. De Spice Girls wilden geen nieuwe manager, ze wilden zichzelf managen. Als vervanger voor Simon Fuller werd Nancy Phillips aangesteld. De Spice Girls waren niet bij haar onder contract, maar zij bij de Spice Girls. Haar contract ging op 20 en niet op 19 januari in vanwege slechte herinneringen aan het getal '19'.
Begin 1998 werd Stop, de derde single van Spice World, uitgebracht. Het werd de eerste single die niet de nummer-één-positie in Engeland wist te bemachtigen. Hij kwam daar binnen op nummer twee, maar wist de single It's Like That van Run DMC versus Jason Nevins niet te verslaan.

### 1998: van 5 naar 4
Voordat de Spice Girls internationaal doorbraken, hadden ze een afspraak gemaakt dat ze dit voor maar twee jaar zouden doen. Geri Halliwell gaf in april 1998 aan de overige  vier meiden te weten dat zij echt in september wilde stoppen met de groep. Ze had namelijk alles bereikt wat er maar te bereiken was. Na enige tijd rond te hebben gelopen met dit idee, kwam er een mogelijkheid voor Geri om te praten met The Sun over het onderwerp borstkanker. Geri wilde zich hiervoor echt inzetten, maar het tourschema liet het niet toe. Toen besefte Geri dat zij niet langer geleefd wilde worden, maar zelf haar keuzes wilde maken. Kort na de release van Stop, op de dag voor de Amerikaanse Tournee, 30 mei 1998, maakte Geri Halliwell bekend de groep te willen verlaten. Het bericht werd door haar advocaat voorgelezen, met de boodschap: "Helaas maak ik bekend dat ik de Spice Girls heb verlaten. Dit komt door verschillen tussen ons. Ik ben er zeker van dat de groep succesvol zal blijven en wens hen het allerbeste. P.S. Ik kom weer terug." Geri Halliwell verliet officieel op 28 augustus de band.
De vier overgebleven meiden besloten hun carrière als de Spice Girls voort te zetten en gaven als reactie op Geri's bericht; "We zijn geschokt en verdrietig door Geri's vertrek, maar we zullen haar steunen in wat ze wil gaan doen. De Spice Girls zullen overleven; we zien jullie in de stadions!" Ze maakten de Amerikaanse tournee zonder Geri af.
Na Geri's vertrek werd de vierde single van Spice World, Viva Forever, uitgebracht in Europa en Australië (niet in Noord-Amerika, vanwege een afname van de fans en een onzekerheid in het thema van de video). In eerste instantie zou het nummer als dubbele A-kant (samen met Never Give Up On the Good Times) worden uitgebracht, maar dit ging wegens het vertrek van Halliwell niet door. Ook Viva Forever was betrekkelijk succesvol in zowel Engeland als het buitenland. In Europa werden er 2 miljoen exemplaren verkocht. De video van het nummer was al voor het vertrek van Halliwell gemaakt (een animatieclip met alle 5 de dames erin). Drukke tourschema's zorgden ervoor dat er geen nieuwe clip opgenomen kon worden. Dit was de laatste single waar Halliwell op te horen was.

### 1998-2000:Forever
De overgebleven leden gingen als viertal verder en brachten in december 1998 Goodbye uit. De songtekst van het lied gaat over Halliwell en de doorstart van de groep. De single werd in Engeland de derde kersthit voor de groep, en stond daar één week op nummer één. Toch leek het erop dat de carrière van de Spice Girls op een eind kwam, omdat er het volgende jaar geen singles werden uitgebracht, en er ook geen berichten over een derde album waren. Daarnaast begonnen beide Melanies een solocarrière.
Toch deden de meiden een laatste poging om hun carrière weer tot leven te wekken, met de release van de single Holler in 2000. Hierin waren meer r&b- en soul-invloeden te horen dan in vorige nummers. Holler werd met de ballad Let Love Lead the Way als dubbele A-kant uitgebracht. Beide nummers waren afkomstig van hun derde album Forever. Het haalde in Engeland wederom de eerste plaats, waardoor het totaal van de groep op negen nummer-één-posities komt.
Hun album werd lauw ontvangen in Engeland: het kwam, achter het tweede album van Westlife, binnen op nummer twee, maar viel de volgende week al buiten de Top 10. Het verkocht in Engeland beter dan verwacht, maar wereldwijd gezien was het geen succes. Het vertrek van Geri Halliwell leek invloed te hebben gehad op de comeback met het derde album. Daarnaast bleken de fans teleurgesteld te zijn in de nieuwe sound van de band.
Hierdoor rees de vraag of de groep nog toekomst had. Hoewel er gesproken werd over de release van een tweede single van Forever, 'Tell Me Why', leken de toenemende soloprojecten van de meiden de groep in de weg te staan. Ze besloten uiteindelijk hun eigen weg te gaan volgen, hoewel de break-up nooit officieel bekendgemaakt is.

### 2001-2012: naForever
Formeel is de groep nooit uit elkaar gegaan. Ieder lid heeft soloalbums uitgebracht (variërend in succes, maar nog altijd niet zo groot als het succes als een groep). Melanie C had als soloartiest in Nederland twee nummer 1-hits, met Never Be the Same Again en I Turn to You (beide in 2000).
De laatste paar jaren waren er speculaties in de media over een reünie van de groep. De geruchten werden sterker toen het bekend werd dat ze samen wilden optreden op het festival Live 8. De groep trad niet op tijdens Live 8, omdat Melanie B een paar dagen voor de show van gedachten veranderd was. Ondanks de verschillende speculaties in de media en muziekkringen, liet Melanie C op haar website en tijdens de talkshow van Anne Robinson weten dat de groep geen nieuw materiaal zou opnemen en dat het geplande Greatest hits-album slechts een aftreksel zou zijn van de bekende nummers, aangevuld met remixen of B-kantjes. Echter, Mels uitspraken bleken later niet geheel te kloppen. Op 13 maart 2007 maakte oud manager Simon Fuller bekend dat er een zes maanden durende reünietournee door het Verenigd Koninkrijk plaats zou gaan vinden. De Spice Girls, inclusief Halliwell, lieten op een persconferentie in Londen op 28 juni 2007 weten dat er een reeks reünieconcerten zou gaan komen.
De tournee Return of the Spice Girls zou op 7 december 2007 van start gaan en daarbij 28 wereldsteden aandoen, waaronder Los Angeles, Las Vegas, New York, Londen, Keulen, Madrid, Peking, Hongkong, Sydney, Kaapstad en Buenos Aires. De concerten in Zuid-Afrika, Australië en Azië werden uiteindelijk echter afgelast omdat de groep fysiek aan rust toe was en graag meer tijd wilde vrijmaken voor hun privéleven. Uiteindelijk gaven de Spice Girls in hun eigen land 19 concerten. Ze behoorden hiermee tot de succesvolste artiesten in Engeland in 2007.
Vanwege de reünie verscheen het album Greatest Hits, aangevuld met twee nieuwe liedjes, waaronder de single Headlines (Friendship Never Ends), die wereldwijd geen groot succes was. Het album zelf werd in enkele landen platina. Hierna zijn alle leden wederom hun eigen weg gegaan. In juni 2012 kwamen ze weer bij elkaar om de musical Viva Forever! te promoten. Dit vond plaats in het St. Pancras Renaissance London Hotel, waar ook hun eerste videoclip, Wannabe, werd opgenomen. De musical gaat op 11 december 2012 in première in het Piccadilly Theatre. Judy Craymer, die eerder Mamma mia! produceerde, kwam met het idee voor de musical. Jennifer Saunders, bekend van Absolutely Fabulous, schreef het verhaal. De musical zou gaan over de bittere kant van de roem. De musical ging in première in december 2012, maar werd geen commercieel succes: na tegenvallende verkoopcijfers en een geraamd financieel verlies van 5 miljoen euro werd besloten de musical stop te zetten in juni 2013.
Op de slotceremonie van de Olympische Spelen in Londen, op 12 augustus 2012, traden ze als vijftal voor het laatst op. Ze zongen de hits Wannabe en Spice Up Your Life.

### 2016-2017: Spice Girls - GEM
Op 8 juli 2016 werd er na veel roddels bekendgemaakt dat Geri, Emma en Mel B voor 2016 plannen hebben om het 20-jarige bestaan van het nummer Wannabe te vieren. Dit deden ze door middel van een nieuwe website en een video waarin de drie vrouwen zeggen binnenkort met een verrassing te komen. Mel C en Victoria gaven toen al meerdere keren aan niet van plan te zijn om terug te keren in de groep. Dit alles gepresenteerd onder de naam Spice Girls - GEM. Op 24 november 2016 lekte het nummer Song for Her uit. In januari 2017 werd bekendgemaakt dat het project door Geri's onverwachte zwangerschap niet door ging.

### 2018-: comeback
Op 2 februari werden alle Girls en hun oude manager Simon Fuller bij het huis van Halliwell gefotografeerd en maakte ze later die dag bekend dat ze een officiële comeback maken waar ze alle vijf deel uit van zullen maken, maar toch kwam er geen officieel statement naar buiten. Op 5 november dat jaar werd dan wel bekendgemaakt dat de Spice Girls zonder Beckham terugkeren voor een tournee in 2019. Volgens Geri Halliwell was het van meet af aan duidelijk dat Beckham niet bij de tweede reünie aanwezig zou zijn. "Ze zegt al jaren dat ze het niet meer wil doen, dus dat weten we. Ze heeft het heel druk met haar modemerk en is verdergegaan", liet Halliwell in een verklaring weten. De Spice World – 2019 Tour vond in de zomermaanden van 2019 plaats en bestond uit 13 concerten verspreid over Ierland en Engeland, waarvan de tickets snel waren uitverkocht. In april 2020 liet Emma Bunton weten dat het voor haar en de overige Spice-leden (met uitzondering van Beckham) een droom is om ook weer buiten Groot-Brittannië op te gaan treden. "Ik spreek de meiden nog veel en dan praten we over eventuele mogelijkheden. Het is nu (vanwege de coronacrisis) natuurlijk niet aan de orde, maar zodra dit allemaal voorbij is, komt het er hopelijk weer van", aldus Bunton.

## Leden

### Huidige leden
- Melanie Brown (1993-2001, 2007-2008, 2012, 2016-heden) - "Mel B" of "Scary Spice" ("Mel G" tijdens haar huwelijk met Jimmy Gulzar).
- Emma Bunton (1994-2001, 2007-2008, 2012, 2016-heden) - "Baby Spice".
- Geri Halliwell (1994-1998, 2007-2008, 2012, 2016-heden) - Werd in de Verenigde Staten eerst "Sexy Spice" genoemd, maar met de release van Spiceworld werd dit weer veranderd in "Ginger Spice".
- Melanie Chisholm (1994-2001, 2007-2008, 2012, 2018-heden) - "Mel C" of "Sporty Spice".

### Oud-leden
- Victoria Beckham (1993-2001, 2007-2008, 2012) - "Posh Spice". Officieel is zij nog steeds lid van Spice Girls, maar ze gaat niet mee op tournee.[5]

### Voormalige leden Touch
- Lianne Morgan (1993-1994), vervangen door Melanie C
- Melanie Laccohee (1993), vervangen door Victoria Adams
- Suzanne Tinker (1993-1994), vervangen door Geri Halliwell
- Michelle Stephenson (1993-1994). Opgevolgd door Abigail Kiss.
- Abigail Kiss (1994). Opgevolgd door Emma Bunton.

## Discografie

### Albums
| Album met eventuele hitnotering(en) in de Nederlandse Album Top 100 | Datum van verschijnen | Datum van binnenkomst | Hoogste positie | Aantal weken | Opmerkingen |
| ------------------------------------------------------------------- | --------------------- | --------------------- | --------------- | ------------ | ----------- |
| Spice                                                               | 1996                  | 16-11-1996            | 1(9wk)          | 98           |             |
| Spice World                                                         | 1997                  | 15-11-1997            | 1(2wk)          | 54           |             |
| Forever                                                             | 2000                  | 18-11-2000            | 30              | 6            |             |
| Greatest Hits                                                       | 2007                  | 17-11-2007            | 73              | 5            |             |

### Singles
| Single met eventuele hitnotering(en) in de Nederlandse Top 40 | Datum van verschijnen | Datum van binnenkomst | Hoogste positie | Aantal weken | Opmerkingen |
| ------------------------------------------------------------- | --------------------- | --------------------- | --------------- | ------------ | ----------- |
| Wannabe                                                       | 26-06-1996            | 24-08-1996            | 1(2wk)          | 13           | Alarmschijf |
| Say You'll Be There                                           | 14-10-1996            | 26-10-1996            | 6               | 10           |             |
| 2 Become 1                                                    | 16-12-1996            | 11-01-1997            | 3               | 8            | Alarmschijf |
| Mama/Who Do You Think You Are                                 | 03-03-1997            | 15-03-1997            | 2               | 15           | Alarmschijf |
| Spice Up Your Life                                            | 13-10-1997            | 25-10-1997            | 2               | 11           |             |
| Too Much                                                      | 15-12-1997            | 20-12-1997            | 15              | 7            | Alarmschijf |
| Stop                                                          | 09-03-1998            | 21-03-1998            | 6               | 13           |             |
| Viva Forever                                                  | 20-07-1998            | 01-08-1998            | 7               | 13           |             |
| Goodbye                                                       | 11-12-1998            | 19-12-1998            | 4               | 9            | Alarmschijf |
| Holler                                                        | 23-10-2000            | 14-10-2000            | 15              | 7            |             |
| Let Love Lead the Way                                         | 23-10-2000            | 14-10-2000            | 15              | 10           |             |
| Headlines (Friendship Never Ends)                             | 05-11-2007            | 03-11-2007            | tip8            | -            |             |

| Single met hitnotering(en) in de Vlaamse Ultratop 50 | Datum van verschijnen | Datum van binnenkomst | Hoogste positie | Aantal weken | Opmerkingen |
| ---------------------------------------------------- | --------------------- | --------------------- | --------------- | ------------ | ----------- |
| Wannabe                                              | 26-06-1996            | 17-08-1996            | 1               | 19           |             |
| Say You'll Be There                                  | 14-10-1996            | 02-11-1996            | 8               | 15           |             |
| 2 Become 1                                           | 16-12-1996            | 04-01-1997            | 11              | 17           |             |
| Mamma / Who Do You Think You Are                     | 03-03-1997            | 22-03-1997            | 10              | 18           |             |
| Spice Up Your Life                                   | 13-10-1997            | 18-10-1997            | 4               | 16           |             |
| Too Much                                             | 15-12-1997            | 13-12-1997            | 12              | 10           |             |
| Stop                                                 | 09-03-1998            | 14-03-1998            | 14              | 10           |             |
| Viva Forever                                         | 20-07-1998            | 01-08-1998            | 13              | 12           |             |
| Goodbye                                              | 11-12-1998            | 19-12-1998            | 14              | 8            |             |
| Holler                                               | 23-10-2000            | 04-11-2000            | 35              | 3            |             |

### NPO Radio 2 Top 2000
| Nummers met noteringen in de NPO Radio 2 Top 2000 | '99 | '00-'06 | '07  | '08 | '09  | '10  | '11  | '12  | '13  | '14  | '15  | '16  | '17  | '18 | '19  | '20  | '21  | '22  | '23  | '24  |
| ------------------------------------------------- | --- | ------- | ---- | --- | ---- | ---- | ---- | ---- | ---- | ---- | ---- | ---- | ---- | --- | ---- | ---- | ---- | ---- | ---- | ---- |
| Mama                                              | 783 | -       | -    | -   | -    | -    | -    | -    | -    | -    | -    | -    | -    | -   | -    | -    | -    | -    | -    | -    |
| Wannabe                                           | -   | -       | 1921 | -   | 1967 | 1730 | 1694 | 1187 | 1277 | 1298 | 1143 | 1148 | 1063 | 757 | 1066 | 1104 | 1132 | 1049 | 1014 | 1047 |

1. ↑  Een '-' betekent dat het nummer niet was genoteerd en een vetgedrukt getal geeft de hoogste notering van een nummer aan.

### Solo
Tijdens en na hun tijd bij de Spice Girls hebben alle vijf solo-albums en -singles uitgebracht. Zie de eigen lemma's van de bandleden voor meer informatie.
| Spice Girl       | Albums | Aantal singles (VK) |
| ---------------- | --- | ------------------- |
| Melanie Brown    | Hot (2000) LA State of Mind (2005) | 8                   |
| Emma Bunton      | A Girl Like Me (2001) Free Me (2004) Life in Mono (2006) My Happy Place (2019)                                                                     | 14                  |
| Victoria Beckham | Victoria Beckham (2001) Open Your Eyes (2003) - niet uitgebracht Come Together (2004) - niet uitgebracht                                           | 4                   |
| Melanie Chisholm | Northern Star (1999) Reason (2003) Beautiful Intentions (2005) This Time (2007) The Sea (2011) Stages (2012) Version of Me (2016) Melanie C (2020) | 41                  |
| Geri Halliwell   | Schizophonic (1999) Scream if You Wanna Go Faster (2001) Passion (2005) Man on the Mountain (2016) - niet uitgebracht                              | 12                  |

## Varia
In januari 2024 gaf Royal Mail ter gelegenheid van het dertigjarig bestaan van de groep een serie postzegels uit met de Spice Girls samen en afzonderlijk.